# Привольна сільська рада
Приво́льна сільська рада (рос. Привольный сельский совет) — сільське поселення у складі Ілецького району Оренбурзької області Росії.
Адміністративний центр — село Привольне.

## Населення
Населення — 1156 осіб (2019; 1344 в 2010, 1618 у 2002).

## Склад
До складу сільської ради входять:
| Населений пункт | Населення, осіб (2002) | Населення, осіб (2010) |
| --------------- | ---------------------- | ---------------------- |
| Лугове, село    | 136                    | 92                     |
| Піщане, село    | 114                    | 23                     |
| Привольне, село | 1234                   | 1179                   |
| Степне, село    | 134                    | 50                     |